# Västest-Kvarntjärnen
Västest-Kvarntjärnen är en sjö i Åre kommun i Jämtland och ingår i Indalsälvens huvudavrinningsområde. Sjön har en area på 0,103 kvadratkilometer och ligger 529,4 meter över havet.

## Delavrinningsområde
Västest-Kvarntjärnen ingår i det delavrinningsområde (704181-138065) som SMHI kallar för Mynnar i Kallsjön. Medelhöjden är 566 meter över havet och ytan är 8,74 kvadratkilometer. Det finns inga avrinningsområden uppströms utan avrinningsområdet är högsta punkten. Vattendraget som avvattnar avrinningsområdet har biflödesordning 2, vilket innebär att vattnet flödar genom totalt 2 vattendrag innan det når havet efter 305 kilometer. Avrinningsområdet består mestadels av skog (74 procent) och sankmarker (18 procent). Avrinningsområdet har 0,23 kvadratkilometer vattenytor vilket ger det en sjöprocent på 2,7 procent.